# يوريكا (داكوتا الجنوبية)
يوريكا (بالإنجليزية: Eureka, South Dakota)‏ هي مدينة تقع في الولايات المتحدة في مقاطعة ماكفرسون، داكوتا الجنوبية. يقدر عدد سكانها بـ 868 نسمة ومساحتها 2.59 كم2 وترتفع عن سطح البحر 576 متر.

## التركيبة السكانية
قام مكتب تعداد الولايات المتحدة بتحديد بيانات التركيبة السكانية ليوريكا في تعداد الولايات المتحدة. في ما يلي، التركيبة السكانية حسب تعدادي 2000 و2010.

### تعداد عام 2000
بلغ عدد سكان يوريكا 1,101 نسمة بحسب تعداد عام 2000، وبلغ عدد الأسر 528 أسرة وعدد العائلات 296 عائلة مقيمة في المدينة. في حين سجلت الكثافة السكانية 1,178.5 نسمة لكل ميل مربع (455.0/كم2). وبلغ عدد الوحدات السكنية 625 وحدة بمتوسط كثافة قدره 669.0 نسمة لكل ميل مربع (258.3/كم2).
وتوزع التركيب العرقي للمدينة بنسبة 99.00% من البيض و 0.36% من الأمريكيين الأصليين و 0.27% من الأمريكيين ذوي الأصول الآسيوية و 0.36% من عرقين مختلطين أو أكثر.
بلغ عدد الأسر 528 أسرة كانت نسبة 15.5% منها لديها أطفال تحت سن الثامنة عشر تعيش معهم، وبلغت نسبة الأزواج القاطنين مع بعضهم البعض 50.6% من أصل المجموع الكلي للأسر، ونسبة 3.4% من الأسر كان لديها معيلات من الإناث دون وجود شريك، وكانت نسبة 43.9% من غير العائلات. تألفت نسبة 41.7% من أصل جميع الأسر من أفراد ونسبة 29.2% كانوا يعيش معهم شخص وحيد يبلغ من العمر 65 عاماً فما فوق. وبلغ متوسط حجم الأسرة المعيشية 2.64، أما متوسط حجم العائلات فبلغ 1.96.
بلغ العمر الوسطي للسكان 61 عاماً. وكانت نسبة 15.5% من القاطنين تحت سن الثامنة عشر، وكانت نسبة 4.4% بين الثامنة عشر والأربعة وعشرون عاماً، ونسبة 14.7% كانت واقعةً في الفئة العمرية ما بين الخامسة والعشرون حتى والأربعة وأربعون عاماً، ونسبة 20.0% كانت ما بين الخامسة والأربعون حتى الرابعة والستون، ونسبة 45.4% كانت ضمن فئة الخامسة والستون عاماً فما فوق. يوجد لكل 100 أنثى 81.4 ذكر، ويوجد لكل 100 أنثى في الثامنة عشر من عمرها فما فوق 80.9 ذكر.
بلغ متوسط دخل الأسرة في المدينة 19,826 دولار، أما متوسط دخل العائلة فبلغ 30,956 دولار. وكان متوسط دخل الذكور 23,194 دولار مقابل 17,000 دولار للإناث. وسجل دخل الفرد الخاص بالمدينة 13,379 دولار. وكانت نسبة 11.4% من العائلات ونسبة 15.9% من السكان تحت خط الفقر، وكان من هؤلاء نسبة 6.5% تحت سن الثامنة عشر ونسبة 22.7% في الخامسة والستين من العمر وما فوق.

### تعداد عام 2010
بلغ عدد سكان يوريكا 868 نسمة بحسب تعداد عام 2010، وبلغ عدد الأسر 452 أسرة وعدد العائلات 240 عائلة مقيمة في المدينة. في حين سجلت الكثافة السكانية 933.3 نسمة لكل ميل مربع (360.3/كم2). وبلغ عدد الوحدات السكنية 649 وحدة بمتوسط كثافة قدره 697.8 لكل ميل مربع (269.4/كم2).
وتوزع التركيب العرقي للمدينة بنسبة 98.2% من البيض و 0.2% من الأمريكيين ذوي الأصول الآسيوية و 1.6% من عرقين مختلطين أو أكثر.
بلغ عدد الأسر 452 أسرة كانت نسبة 13.9% منها لديها أطفال تحت سن الثامنة عشر تعيش معهم، وبلغت نسبة الأزواج القاطنين مع بعضهم البعض 43.6% من أصل المجموع الكلي للأسر، ونسبة 6.2% من الأسر كان لديها معيلات من الإناث دون وجود شريك، بينما كانت نسبة 3.3% من الأسر لديها معيلون من الذكور دون وجود شريكة وكانت نسبة 46.9% من غير العائلات. تألفت نسبة 45.4% من أصل جميع الأسر من أفراد ونسبة 31.4% كانوا يعيش معهم شخص وحيد يبلغ من العمر 65 عاماً فما فوق. وبلغ متوسط حجم الأسرة المعيشية 2.45، أما متوسط حجم العائلات فبلغ 1.80.
بلغ العمر الوسطي للسكان 63.5 عاماً. وكانت نسبة 13.2% من القاطنين تحت سن الثامنة عشر، وكانت نسبة 2.3% بين الثامنة عشر والأربعة وعشرون عاماً، ونسبة 9.6% كانت واقعةً في الفئة العمرية ما بين الخامسة والعشرون حتى والأربعة وأربعون عاماً، ونسبة 27.3% كانت ما بين الخامسة والأربعون حتى الرابعة والستون، ونسبة 47.6% كانت ضمن فئة الخامسة والستون عاماً فما فوق. وتوزع التركيب الجنسي للسكان بنسبة 43.5% ذكور و56.5% إناث.